# 慣行耕起
慣行耕起（かんこうこうき、Conventional tillage）は耕起の方法の一つ。略称はCT。

## 概要
作物が生長しやすいように土壌を整えたり雑草を防除したりするために、作物が播種・定植する前に土壌を耕起、さらに生育途中に雑草防除のために中耕するなどをし年に数回耕起をする伝統的な耕うん体系。より詳しく言うと、播種に対して土壌を準備するためにプラウ耕といくつかのデスク耕が行われる。また残渣をなくすのにはモールドボードプラウ、もしくはディスクプラウを利用する。また、特に春と秋の耕起作業を行い、一般的に約20cmの深さで耕起することを指す。
そのたびに、耕起前の土壌の上にある作物残渣（前作物の収穫後に残される株や茎葉）は完全に土壌に埋められるため、耕起後、土壌の表面には作物以外見えない状態となる。

### 問題
「耕せば耕すほど作物は良く育つ」という言い伝えは世界各地であるわけであるが、農業機械を用いた過度の耕起は様々な問題を起こすことが判明している。特に大きいのが土壌の侵食であり、土地の生産性を低下させ、生態学的・環境的問題に影響を与え、食糧安全保障を脅かすこととなる。